# Place Xavier Neujean
La place Xavier Neujean est une place du centre de la ville de Liège dans le quartier latin. Jusqu'en 1920, elle portait le nom de place Saint-Jean du nom de la collégiale située sur la place.

## Étymologie
La place porte le nom de Xavier Neujean, homme politique belge de tendance libérale et  militant wallon.

## Rénovation
Depuis la fin des années 2000, la place et ses abords subissent une véritable rénovation. Tout d'abord, la construction du cinéma Le Sauvenière en 2008, la rénovation de l'Opéra royal de Wallonie inauguré en septembre 2012, la transformation des bains de la Sauvenière en un centre culturel de mémoire, de concertation, de recherche et d'éducation à la citoyenneté, « Mnema » dont l'inauguration a lieu en janvier 2014 et la mise en piétonnier des rues de la Casquette et Sébastien Laruelle en 2014.
La première phase de la rénovation et de la piétonnisation de la place elle-même débute en décembre 2014 avec l'interdiction du stationnement sur le centre de la place et une restriction d'une partie de la circulation. Les travaux de fond, dépendant de ceux du tram, ont pris beaucoup de retard. Devant initialement débuter entre 2017 et 2018, c'est finalement en 2025 que ceux-ci vont finalement aboutir en piétonnisant complètement la place. Ces travaux seront dans la continuité directe des travaux de réaménagement du centre ville de Liège, avec la travaux du tram et les rénovations successives des collégiales de la ville (y compris celle de la collégiale Saint-Jean située sur cette place-même).

## Riverains
- Anciens Bains de la Sauvenière devenus "La Cité Miroir" (classé au Patrimoine immobilier de la Région wallonne)
- Collégiale Saint-Jean-en-l'isle (classé au Patrimoine immobilier de la Région wallonne)
- Cinéma Le Sauvenière
- Salle de concert Reflektor
- Au no 7, le bâtiment néo-baroque de l'Union du crédit liégeois de l'architecte Émile Demany datant de 1878

## Voies adjacentes
- Boulevard de la Sauvenière
- Rue Sébastien Laruelle
- Rue du Diamant
- Rue des Dominicains
- Rue Hamal
- Passage Charles Bury